# Jamkóweczka janowcowa
Jamkóweczka janowcowa (Antrodiella onychoides (Egeland) Niemelä) – gatunek grzybów należący do rodziny ząbkowcowatych (Steccherinaceae).

## Systematyka i nazewnictwo
Pozycja w klasyfikacji według Index Fungorum: Antrodiella, Steccherinaceae, Polyporales, Incertae sedis, Agaricomycetes, Agaricomycotina, Basidiomycota, Fungi.
Po raz pierwszy takson ten opisał w 1913 r. John Egeland, nadając mu nazwę Polyporus onychoides. Potem zaliczany był do różnych rodzajów. Obecną, uznaną przez Index Fungorum nazwę, nadał mu w 1982 r. Tuomo Niemelä. Pozostałe synonimy:
- Antrodia onychoides (Egeland) Ryvarden 1976
- Flaviporus onychoides (Egeland) Ginns 1984
- Tyromyces onychoides (Egeland) Ryvarden 1967[2].

Polską nazwę zaproponował Władysław Wojewoda w 2003 r.

## Morfologia
Owocnik
Grzyb poliporoidalny jednoroczny o owocniku rozpostartym lub siedzącym, półkolistym, o szerokości do 1,5 cm i grubości 2 mm. W stanie świeżym łykowaty, po wyschnięciu kruchy. Górna powierzchnia gładka. biała, z wiekiem jasnoszara. Powierzchnia porów w stanie świeżym biała, po wysuszeniu, kremowa. Pory kanciaste, w liczbie 4–6 na mm, niektóre nawet większe. Kontekst łykowaty, biały, o grubości 0,2–0,5 mm. Warstwa rurek o grubości do 1 mm, tej samej barwy co kontekst.
Cechy mikroskopowe
System strzępkowy dimiticzny. Strzępki generatywne z prostymi przegrodami, cienkościenne, o szerokości 2–3 µm. Strzępki szkieletowe grubościenne z wyraźnym światłem, szerokości 3–4(5) um. Cystyd i inne sterylnych elementów hymenium brak. Podstawki wąsko maczugowate z 4 sterygmami, 15–20 × 4–5 um, z prostą przegrodą przy podstawie. Bazydiospory cylindryczne do nieco kiełbaskowatych, cienkościenne, gładkie, nieamyloidalne, 3,5–4,2 × 1,3–1,8 um.

## Występowanie i siedlisko
Jamkóweczka janowcowa występuje głównie w Europie, najliczniej na Półwyspie Skandynawskim. Poza nią podano pojedyncze stanowiska w Kanadzie i Rosji. W Polsce do 2003 r. znane było jedno stanowisko podane w 1963 r. przez Stanisława Domańskiego w Karkonoskim Parku Narodowym w lesie bukowym. Andrzej Nespiak w 1985 r. uznał jednak identyfikację tego gatunku przez Domańskiego za błędną, a W. Wojewoda w 2003 r. zakwalifikował występowanie A. onychoides w Polsce lub jego identyfikację jako wątpliwe.
Nadrzewny grzyb saprotroficzny. Występuje w lasach liściastych i mieszanych na martwym drewnie drzew. W Polsce notowany na drewnie buka zwyczajnego, w innych krajach także na drewnie klonu, olchy, berberysu, powojnika, głogu, leszczyny, trzmieliny, jesionu, topoli, róży i wierzby, zwłaszcza wierzby iwy. Powoduje białą zgniliznę drewna.